# Microphthalmus bifurcatus
Microphthalmus bifurcatus är en ringmaskart som beskrevs av Hartmann-Schröder 1974. Microphthalmus bifurcatus ingår i släktet Microphthalmus och familjen Hesionidae. Arten är reproducerande i Sverige. Inga underarter finns listade i Catalogue of Life.